# Sylvia Ashton
Sylvia Ashton (Denver, 26 gennaio 1880 – Los Angeles, 17 novembre 1940) è stata un'attrice statunitense del cinema muto.
Attrice caratterista, nella sua carriera - durata dai primi anni dieci al 1929 - è apparsa in oltre cento e cinquanta pellicole, facendo per lungo tempo parte della scuderia di Cecil B. DeMille.
Per il suo fisico imponente e matronale, simile a quello di Jane Darwell, un'altra attrice dell'epoca specializzata anch'essa in parti del genere, le venivano affidati spesso ruoli materni o di nonna. Si ritirò dallo schermo all'avvento del sonoro.

## Filmografia

### 1912
- When the Fire-Bells Rang, regia di Mack Sennett (1912)
- A Close Call, regia di Mack Sennett (1912)
- Neighbors, regia di Mack Sennett (1912)
- Katchem Kate, regia di Mack Sennett (1912)
- A Dash Through the Clouds, regia di Mack Sennett (1912)
- Trying to Fool Uncle, regia di Mack Sennett (1912)
- The Speed Demon, regia di Mack Sennett (1912)
- The Would-Be Shriner, regia di Mack Sennett (1912)
- Hearts and Skirts, regia di Al Christie (1912)
- Her Friend, the Doctor, regia di Al Christie (1912)
- The Cowboy Guardians (1912)
- Fatty's Big Mix-Up (1912)
- Sharps and Chaps, regia di Al Christie (1912)
- The Shanghaied Cowboys, regia di Al Christie (1912)
- A Day's Outing, regia di Dell Henderson (1912)

### 1913
- The Bite of a Snake, regia di Dell Henderson (1913)
- The High Cost of Reduction, regia di Dell Henderson (1913)
- Kissing Kate, regia di Dell Henderson (1913)
- The Masher Cop , regia di Dell Henderson (1913)
- There Were Hoboes Three, regia di Dell Henderson (1913)
- An Up-to-Date Lochinvar, regia di Dell Henderson (1913)
- Look Not Upon the Wine, regia di Dell Henderson (1913)
- A Queer Elopement, regia di Dell Henderson (1913)
- Tightwad's Predicament, regia di Dell Henderson (1913)
- The Power of the Camera, regia di Dell Henderson (1913)
- A Delivery Package, regia di Dell Henderson (1913)
- All Hail to the King , regia di Dell Henderson (1913)
- Edwin Masquerades, regia di Dell Henderson (1913)
- Highbrow Love, regia di Dell Henderson (1913)
- Just Kids, regia di Dell Henderson (1913)
- Jenks Becomes a Desperate Character, regia di Dell Henderson (1913)
- An Old Maid's Deception, regia di Dell Henderson (1913)
- A Sea Dog's Love, regia di Dell Henderson (1913)
- The Sweat-Box, regia di Dell Henderson (1913)
- A Chinese Puzzle, regia di Dell Henderson (1913)
- While the Count Goes Bathing, regia di Dell Henderson (1913)
- Mr. Spriggs Buys a Dog, regia di Dell Henderson (1913)
- Cupid and the Cook, regia di Dell Henderson (1913)
- Papa's Baby, regia di Dell Henderson (1913)
- The Suffragette Minstrels, regia di Dell Henderson (1913)
- Father's Chicken Dinner, regia di Dell Henderson (1913)
- Objections Overruled, regia di Dell Henderson (1913)
- Black and White, regia di Dell Henderson (1913)
- Baby Indisposed, regia di Dell Henderson (1913)
- Patsy's Luck (1913)
- The Cowboy Magnate, regia di Henry MacRae (1913)
- The Prairie Trail, regia di Henry MacRae (1913)
- The Raid of the Human Tigers, regia di Henry MacRae (1913)
- War of the Cattle Range, regia di Francis Ford (1913)
- The God of Girzah, regia di Henry MacRae (1913)

### 1914
- Hiram's Hotel
- Children of Destiny, regia di J. Farrell MacDonald - cortometraggio (1914)
- And the Villain Still Pursued Her (1914)
- And the Dance Went On
- Tennessee
- The Feud at Beaver Creek
- Shorty and the Fortune Teller
- Shorty and Sherlock Holmes
- Casey's Vendetta
- A Corner in Hats
- The Housebreakers

### 1915
- Love and Business, regia di Eddie Dillon (Edward Dillon) (1915)
- A Flyer in Spring Water, regia di Eddie Dillon (Edward Dillon) (1915)
- The Man Who Died, regia di Walter Edwards (1915)
- A Flurry in Art, regia di Eddie Dillon (Edward Dillon) (1915)
- Beulah, regia di Bertram Bracken (1915)
- Blue Blood and Yellow Backs, regia di Harry Gribbon (1915)
- No Flirting Allowed (1915)
- It Almost Happened, regia di Horace Davey (1915)
- Buck Parvin in the Movies, regia di Charles E. van Loan (1915)
- Buck's Lady Friend, regia di William Bertram (1915)
- Questa è la vita (This Is the Life), regia di William Bertram (1915)
- The Supreme Test, regia di Edward LeSaint (1915)
- Pretenses, regia di James Douglass (1915)

### 1916
- Matching Dreams, regia di Reaves Eason (B. Reeves Eason) (1916)
- Viviana, regia di Reaves Eason (B. Reeves Eason) (1916)
- A Sanitarium Scramble, regia di B. Reeves Eason (1916)
- The Suppressed Order, regia di Thomas Ricketts (Tom Ricketts) (1916)
- Overalls, regia di Jack Halloway (1916)
- Revelation, regia di Arthur Maude (1916)
- Intolerance, regia di David Wark Griffith (1916)
- Maid Mad, regia di Frank Griffin (1916)
- Haystacks and Steeples, regia di Clarence G. Badger (1916)
- A Charming Villain, regia di John Steppling (1916)
- Billy the Bandit, regia di John Steppling (1916)
- The Nick of Time Baby, regia di Clarence G. Badger (1916)

### 1917
- Honest Thieves, regia di Harry C. Mathews (1917)
- The Beauty Doctor, regia di John Steppling (1917)
- Her Fame and Shame, regia di Frank Griffin (1917)
- Secrets of a Beauty Parlor, regia di Harry Williams (1917)
- A Box of Tricks, regia di John Steppling (1917)
- Whose Baby?, regia di Clarence G. Badger (1917)
- Dangers of a Bride, regia di Ferris Hartman e Robert P. Kerr (1917)

### 1918
- A Safe Danger (1918)
- Old Wives for New, regia di Cecil B. DeMille (1918)
- We Can't Have Everything, regia di Cecil B. DeMille (1918)
- Un paio di calze ricamate (A Pair of Silk Stockings), regia di Walter Edwards (1918)
- Il capro espiatorio (The Goat), regia di Buster Keaton e Malcolm St. Clair (1918)
- Fuss and Feathers, regia di Fred Niblo (1918)

### 1919
- Under the Top, regia di Donald Crisp (1919)
- Perché cambiate marito? (Don't Change Your Husband), regia di Cecil B. DeMille (1919)
- Peggy Does Her Darndest, regia di George D. Baker (1919)
- Johnny Get Your Gun, regia di Donald Crisp (1919)
- For Better, for Worse, regia di Cecil B. DeMille (1919)
- Men, Women, and Money, regia di George Melford (1919)
- A Very Good Young Man, regia di Donald Crisp (1919)
- Rose o' the River, regia di Robert Thornby (1919)
- The Heart of Youth, regia di Robert G. Vignola (1919)
- The Lottery Man, regia di James Cruze (1919)

### 1920
- Perché cambiate moglie? (Why Change Your Wife?), regia di Cecil B. DeMille (1920)
- Jack Straw, regia di William C. de Mille (1920)
- Jenny Be Good, regia di William Desmond Taylor (1920)
- Mrs. Temple's Telegram, regia di James Cruze (1920)
- Thou Art the Man, regia di Thomas N. Heffron (1920)
- The Soul of Youth, regia di William Desmond Taylor (1920)
- The Fourteenth Man, regia di Joseph Henabery (1920)
- Sweet Lavender, regia di Paul Powell (1920)
- A City Sparrow, regia di Sam Wood (1920)
- Conrad in Quest of His Youth, regia di William C. de Mille (1920)

### 1921
- The Snob, regia di Sam Wood (1921)
- Hold Your Horses, regia di E. Mason Hopper (1921)
- The Blushing Bride, regia di Jules Furthman (1921)
- The Love Special, regia di Frank Urson (1921)
- Sham, regia di Thomas N. Heffron (1921)
- Her Sturdy Oak, regia di Thomas N. Heffron (1921)
- Garments of Truth, regia di George D. Baker (1921)
- The Love Charm, regia di Thomas N. Heffron (1921)
- A Prince There Was, regia di Tom Forman (1921)

### 1922
- La coppia ideale (Saturday Night), regia di Cecil B. DeMille (1922)
- Is Matrimony a Failure?, regia di James Cruze (1922)
- For the Defense, regia di Paul Powell (1922)
- Our Leading Citizen, regia di Alfred E. Green (1922)
- While Satan Sleeps, regia di Joseph Henabery (1922)
- Borderland, regia di Paul Powell (1922)
- La corsa al piacere (Manslaughter), regia di Cecil B. DeMille (1922)
- Youth to Youth, regia di Émile Chautard (1922)
- Ocean Swells, regia di Scott Sidney (1922)
- A Daughter of Luxury, regia di Paul Powell (1922)

### 1923
- The White Flower, regia di Julia Crawford Ivers (1923)
- Souls for Sale, regia di Rupert Hughes (1923)
- Desire, regia di Rowland V. Lee (1923)

### 1924
- Rapacità (Greed), regia di Erich von Stroheim (1924)

### 1926
- Dancing Days

### 1927
- Red Signals
- Women's Wares
- Cheating Cheaters, regia di Edward Laemmle (1927)

### 1928
- La donna leopardo (The Leopard Lady), regia di Rupert Julian (1928)
- Bachelor's Paradise, regia di George Archainbaud (1928)
- Ladies' Night in a Turkish Bath, regia di Edward F. Cline (1928)
- The Head Man
- The Crash
- Il re della piazza (The Barker), regia di George Fitzmaurice (1928)

### 1929
- La regina Kelly (Queen Kelly), regia di Erich von Stroheim (1929)